# Safim Portuguesa
A cidade marroquina de Safim foi uma possessão portuguesa entre 1508 e 1541. Conquistada por Diogo de Azambuja num período de guerra civil, foi abandonada mediante iniciativa do rei D. João III.

## História
Em 1415, os portugueses conquistaram Ceuta, numa altura em que a guerra-civil se agravava em Marrocos e a dinastia Merínida caía no descrédito.
Em teoria a cidade portuária de Safim dependia do emir berbere de Marraquexe, da tribo Hintata. Porém, o panorama político incerto levava a graves dissenções políticas internas entre os residentes: alguns preconizavam um estreitamento de relações com os portugueses, outros com os castelhanos, ao passo que outros repudiavam o comércio com os cristãos e defendiam que só estariam em segurança aliados ao emir de Marraquexe.
Em 1481, o rei D. Afonso V aceitou tornar-se suzerano e protector da cidade, o que significou facilidades comerciais para os portugueses. D. João II confirmou este compromisso a 16 de Outubro de 1488 numa carta ao alcaide de Safim. Durante o seu reinado, D. João II mandou construir uma feitoria na cidade, dotada de capela.
Em Setembro de 1500, reinando em Portugal D. Manuel, quando este se encontrava ausente do reino, em Saragoça, veio a Lisboa Abderramão, muçulmano residente em Safim partidário dos portugueses, acompanhado pelo feitor Diogo Borges. Reuniram com a rainha D. Leonor, viúva de D. João II, que regia o reino e regressaram a Safim. Em certa noite, Abderramão saiu da feitoria a cavalo, acompanhado por três muçulmanos e três cristãos e levantou a bandeira de Portugal gritando: "Viva el-rei D. Manuel e a senhora rainha D. Leonor!" Juntaram-se-lhe 10 muçulmanos desarmados, 300 do alcaide Amalux e quando um irmão interpelou-o pela desobediência, Abderramão matou-o com um golpe de lança. A multidão partiu então para a feitoria dando vivas a Abderramão e a D. Manuel. D. Manuel libertou a cidade do pagamento anual de um tributo de 300 miticais de ouro mas passou a cobrar a dízima na entrada e saída de mercadorias.
Os conflitos internos em Safim chegaram a um ponto que, em 1508 Diogo de Azambuja, feitor de D. Manuel em Safim, tomou posse da cidade. O modo como Diogo de Azambuja geria a cidade gerou queixas entre os seus moradores e D. Manuel substituiu primeiro por Pedro de Azevedo interinamente e, depois, por Nuno Fernandes de Ataíde. Homem aguerrido e fogoso, pretendeu conquistar novas praças e levou a cabo constantes ataques contra os muçulmanos, ficando assim conhecido como O Nunca Está Quedo. Com a ajuda do alcaide dos mouros, Nuno Fernandes de Ataíde criou em torno de Safim uma vasta área de "mouros de pazes", muçulmanos que aceitavam a soberania portuguesa e colaboravam com os portugueses.
Em Safim, os portugueses construíram muralhas imponentes e dois castelos, entre outras estruturas e equipamentos. Após alguns anos em que os portugueses obtiveram numerosos sucessos militares, nomeadamente liderados pelo capitão Nuno Fernandes de Ataíde, a emergência dos xarifes sádidas na região do Suz e a perda da fortaleza de Santa Cruz de Cabo de Gué e da fortaleza de Aguz revelaram as vulnerabilidades das já arcaicas muralhas de Safim, impreparadas para a guerra com armas de fogo e canhões. Para conter despesas e evitar riscos desnecessários, o rei D. João III optou por evacuar a praça.